# Śmierć Carla Giulianiego

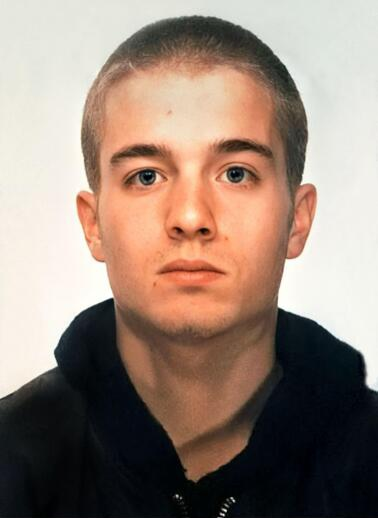
Carlo Giuliani

Carlo Giuliani (ur. 14 marca 1978 w Rzymie, zm. 20 lipca 2001) – włoski alterglobalista, zastrzelony przez funkcjonariusza policji podczas demonstracji przeciwko polityce grupy G7 w trakcie szczytu w Genui, odbywającego się w dniach od 19 do 21 lipca 2001 r. Był synem Giuliano Giuliani, działacza związkowego CGIL i Haidi Giuliani, która po jego śmierci została senatorem republiki z ramienia Odrodzenia Komunistycznego.

## Śmierć
20 lipca 2001 r. Giuliani uczestniczył w proteście przeciwko organizacji szczytu G8 w Genui. Liczba uczestników tego protestu szacowana była na 300 tysięcy osób. Zdaniem protestujących policja i władze przedstawiały mediom manifestantów jako groźnych terrorystów, prowokowały, robiły naloty na miejsca, w których zatrzymali się aktywiści. Drugiego dnia szczytu, podczas jednego z nalotów doszło do gwałtownych starć między protestującymi i włoskimi służbami bezpieczeństwa w okolicach Piazza Alimonda, w których uczestniczył również Carlo Giuliani. Jeden z pojazdów karabinierów został zatrzymany, a następnie zaatakowany przez uzbrojonych w metalowe słupy i deski protestujących. W środku tego konfliktu znalazł się Giuliani. Podniósł gaśnicę, by rzucić nią w funkcjonariusza będącego w policyjnym radiowozie marki Land Rover Defender. Został wówczas postrzelony w twarz z niewielkiej odległości. Dodatkowo po postrzale po ciele Giulianiego dwukrotnie przejechał terenowy radiowóz.

## Postępowanie karne
Wszystkie oskarżenia przeciwko funkcjonariuszowi Mario Placanice, który postrzelił Giulianiego, zostały wycofane. Przewodniczący składu sędziowskiego uznał, iż pocisk, który trafił Giulianiego, nie był skierowany bezpośrednio w niego, tylko trafił go rykoszetem. Sąd orzekł, że policjant działał w obronie własnej, dlatego sprawa nie trafiła na wokandę.
W późniejszym procesie przed sądem w Genui (prowadzonym przeciwko innym oskarżonym o udział w starciach w tym samym dniu, kiedy Giuliani został zabity) lekarz medycyny sądowej – profesor Marco Salvi (konsultant prokuratora prowadzącego sprawę przeciwko Mario Placanica) zeznał, że Giuliani został trafiony bezpośrednio. Wniosek sędziego Daloiso został zakwestionowany przez prasę, tak jak i decyzja o niepociągnięciu do odpowiedzialności kierowcy policyjnego Land Rovera za przejechanie demonstranta, na podstawie założenia, że ten już nie żył. Lekarze przeprowadzający sekcję zwłok Giulianiego, po tym, jak antyglobalista został przejechany, zeznali, że jego serce pomimo celnego strzału wciąż biło. Zostało to potwierdzone przez profesora Salvi podczas kolejnego procesu w Genui. Biegli kilkukrotnie wydawali sprzeczne opinie w sprawie okoliczności tej śmierci – raz twierdzono, że oddano do niego strzał z góry, innym razem, że z dołu, a ostatecznego rozstrzygnięcia nie udało się osiągnąć, gdyż w międzyczasie zwłoki zamordowanego skremowano. Rodzinie nie dano szansy przeprowadzenia niezależnej autopsji, ani też wskazania własnego eksperta.
Pod koniec 2003 r. Placanica powiedział w dzienniku „Il Resto del Carlino”, że został wykorzystany, by zatrzeć odpowiedzialności innych osób. Twierdził, że pocisk znaleziony w ciele Giulianiego nie był typowego kalibru dla broni karabinierów, a także że śmiertelny strzał oddano najpewniej z zewnątrz placu.
W dniu 25 sierpnia 2009 r. zapadł wyrok Europejskiego Trybunału Praw Człowieka w sprawie Giuliani i Gaggio przeciwko Włochom (skarga nr 23458/02). Trybunał ocenił, że użycie siły nie było nadmierne i nie ustalono, jakoby włoskie władze nie wywiązały się ze swoich obowiązków ochrony życia demonstranta. ETPC stwierdził, że Włochy nie wywiązały się natomiast ze zobowiązań proceduralnych w związku ze śmiercią Carlo Giulianiego. W 2010 r. sprawa została przekazana do Wielkiej Izby Trybunału po odwołaniu obu stron. Ta z kolei orzekła w 2011 r., że nie doszło do naruszenia Europejskiej Konwencji Praw Człowieka, choć siedmiu sędziów z siedemnastu miało w tej sprawie zdanie odrębne.

## Dziedzictwo
- Carlo Giuliani stał się symbolem społecznych niepokojów podczas szczytu G8 w Genui.
- Różne grupy muzyczne oddają hołd Carlo Giuliani przez utwory lub dedykację, np. angielska grupa Chumbawamba poświęca mu swoją wersję tradycyjnej piosenki antyfaszystowskiej włoskiej partyzantki z czasów II wojny światowej – Bella ciao. Odniesienia do postaci znaleźć można na płycie „Dzień Gniewu” zespołu Włochaty. Utwór noszący nazwę „Carlo Giuliani” nagrał również zespół Conflict. Utwór poświęcony Carlo Giulianiemu nagrała również grupa Ska-P „Solamente por pensar”
- Piazza Alimonda(inne języki), plac gdzie zabito Giulianiego, został przez alterglobalistów nazwany nieoficjalnie „Piazza Carlo Giuliani”. Wzniesiono w miejscu tym pomnik, pod którym składano pamiątki, fotografie, wiersze i kwiaty. Pomnik ten został dwukrotnie podpalony. Obecny pomnik, ufundowany przez rodziców zawiera inskrypcję „Carlo Giuliani, chłopak”.
- Matka Giulianiego w wyborach w 2006 r. została wybrana senatorem Włoch, deklarując potrzebę rozpoczęcia śledztwa parlamentarnego w sprawie śmierci Carlo. Partia Komunistycznej Odnowy nazwała jego imieniem swoją aulę w Senacie. Mimo protestów nazwę zmieniono dopiero w 2008 r., gdy prawicowa koalicja wygrała wybory.
- We włoskiej miejscowości Settignano powstało Centrum Informacyjne im. Carla Giulianiego, a w Saharze Zachodniej jedna z włoskich lewicowych organizacji charytatywnych wybudowała poświęconą mu szkołę.
- Francesca Comencini nakręciła film dokumentalny pt. Carlo Giuliani, chłopak (2002)[7], który prezentowany był w ramach pokazów pozakonkursowych na 55. MFF w Cannes[8].